# Мадрид (Небраска)
Мадрид (енгл. Madrid) град је у америчкој савезној држави Небраска.

## Демографија
По попису из 2010. године број становника је 231, што је 34 (-12,8%) становника мање него 2000. године.
| Група             | 2000.       | 2010.       |
| Белци             | 245 (92,5%) | 214 (92,6%) |
| Афроамериканци    | 0 (0,0%)    | 0 (0,0%)    |
| Азијати           | 0 (0,0%)    | 0 (0,0%)    |
| Хиспаноамериканци | 19 (7,2%)   | 17 (7,4%)   |
| Укупно            | 265         | 231         |